# Tüskés Tibor
| Tüskés Tibor                              | Tüskés Tibor                                                          |
| Kattints az alábbi külső linkek egyikére! | Kattints az alábbi külső linkek egyikére!                             |
| ----------------------------------------- | --------------------------------------------------------------------- |
| Nem található szabad kép.(?)              |                                                                       |
| külső link · jogvédett                    | Tüskés Tibor és Takáts Gyula, 1960, Bece-hegy; Fodor András felvétele |

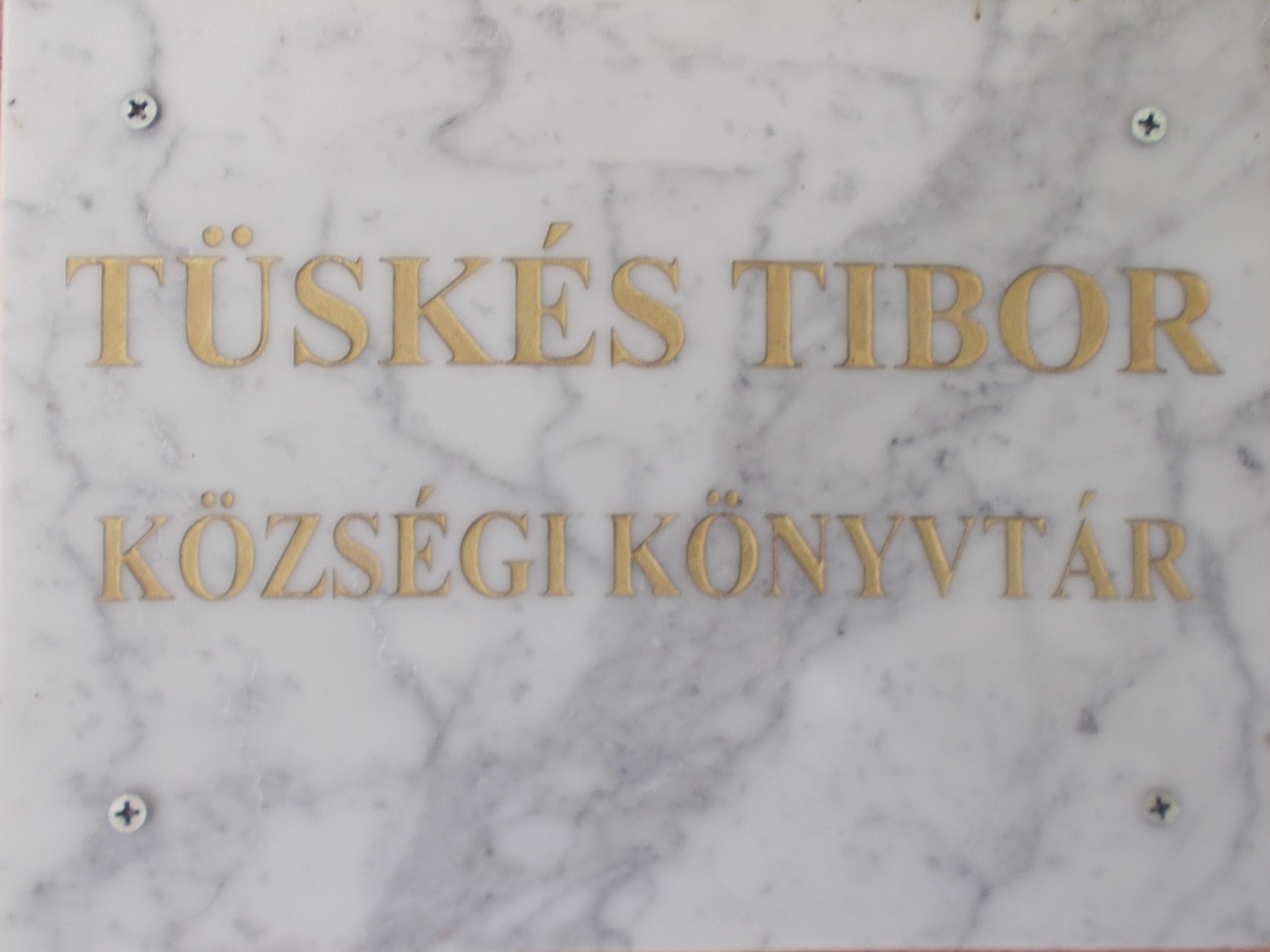
Pálóczi Horváth Ádám Közösségi Ház. Itt található az önkormányzati hivatal/községház és a Tüskés Tibor Községi Könyvtár és Információs Ház Az épület a 20. század második felében iskolaépület és pedagóguslakás volt. 2000-ben adták át új rendeltetésének. A könyvtár előterében helytörténeti kiállítás az emeleten Tüskés Tibor emlékszoba található.

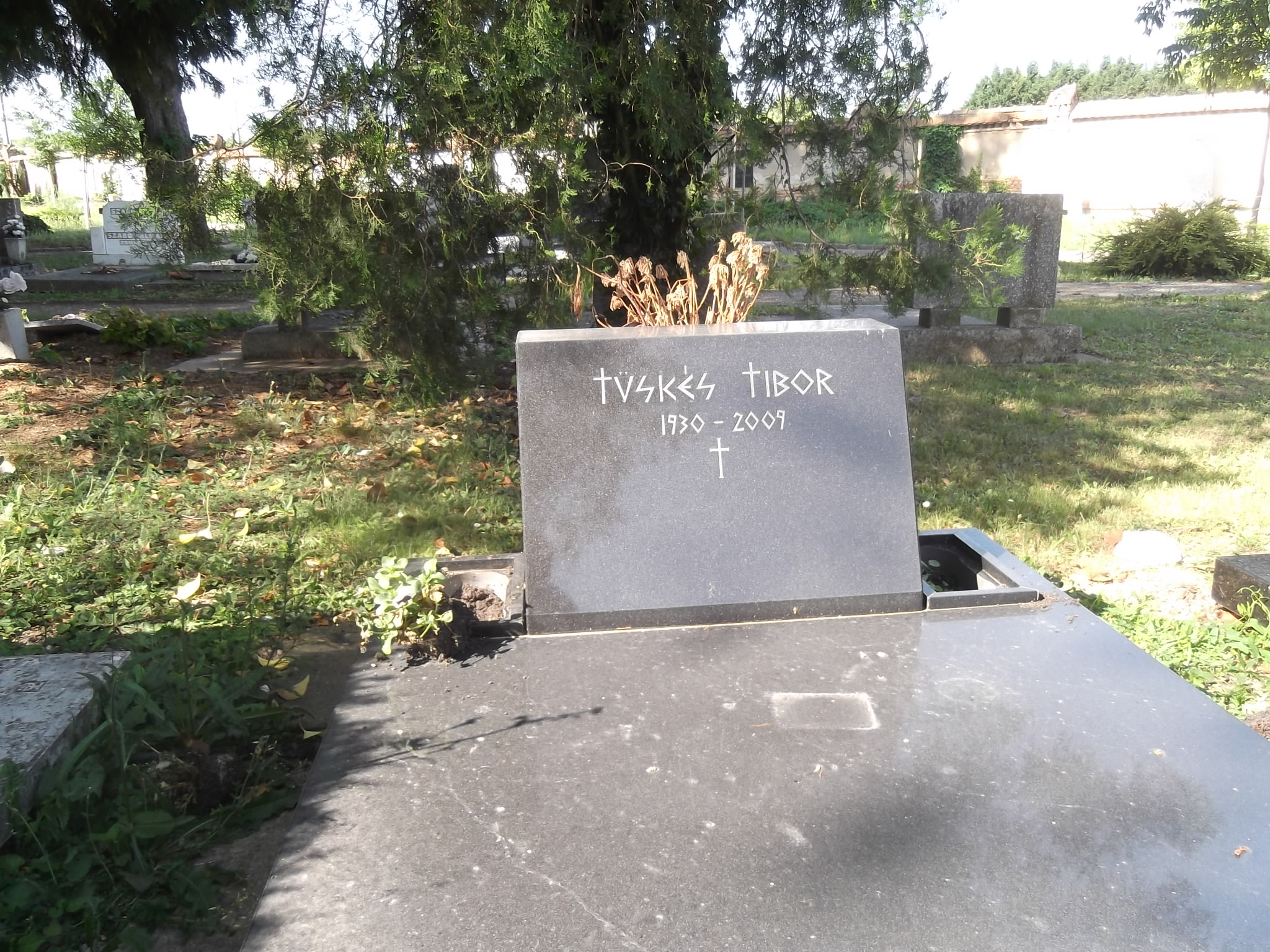
Sírja a Pécsi Köztemetőben. Parcella N, sor III., sírhely 13.

Tüskés Tibor (Szántód, 1930. június 30. – Pécs, 2009. november 11.) magyar író, kritikus, irodalomtörténész, szerkesztő.

## Életpályája
A nagykanizsai Állami Elemi Népiskola elvégzése után 1948-ban a piarista gimnáziumban érettségizett. Magyar–történelem szakos tanári diplomáját a Eötvös Loránd Tudományegyetem Bölcsészettudományi Karán szerezte 1952-ben. Pályáját Dombóváron kezdte, a Gőgös Ignác Gimnáziumban. („Ott kezdtem tanítani, osztályfőnök, kollégiumi nevelő voltam, irodalmat, történelmet, még biológiát is tanítottam. Tíz év alatt nem tanultam annyit, mint abban a pályakezdő évben.”)
1953–1973 között a pécsi Janus Pannonius Gimnázium tanára, már tanári munkája mellett is élénk kulturális szervezőmunkát folytatott, számtalan könyv, tanulmány, cikk szerzője volt. 1959–1964 között a modern magyar irodalom egyik legfontosabb orgánumának, a Jelenkornak volt első, igazán meghatározó főszerkesztője, ahol a szerkesztés során erőteljesen érvényesítette esztétikai értékítéletét a hivatalos irányzattal szemben. Az ellenzékinek számító írók (Kodolányi János, Weöres Sándor, Mészöly Miklós) műveinek közlése miatt leváltották.
1963-tól a Magyar Írószövetség tagja, tíz éven át a kritikai szakosztály vezetőségi tagja, 1971-től a Művészeti Alap, 1985-től a Berzsenyi Dániel Társaság tagja. 1987-től a Janus Pannonius Társaság tiszteletbeli elnöke.
1973-tól mintegy másfél évtizeden keresztül munkatársa volt előbb a Pécsi Városi Könyvtárnak, majd a Baranya Megyei Könyvtárnak. Saját szavai szerint itt talált „menedéket” a támadások ellen.
Munkássága nyomán ez a jótékony menedék irodalmi, tudományos műhellyé fejlődött, amelyben persze hasonlóan nagy jelentősége volt a szintén idekerült barátjának, Csorba Győzőnek is. Igazából sosem szűnt meg szerkesztő lenni, amit utóbb az is bizonyított, hogy 1985-ben az ő vezetésével indult útjára az akkori Baranya Megyei Könyvtáron belül a Pannónia Könyvek sorozat, majd a rendszerváltás után elvállalta a Somogy című irodalmi lap főszerkesztését.
Mindeközben hihetetlenül termékeny volt irodalom- és kultúrtörténészként is. Fontos és alapos monográfiákat írt kedves szerzőiről, többek között Kodolányi Jánosról, Nagy Lászlóról, Pilinszky Jánosról, Illyés Gyuláról, Rónay Györgyről és Veres Péterről.
Szervezőmunkájának legékesebb bizonyítéka az hatalmas levelezési anyag, amit átadott a Petőfi Irodalmi Múzeumnak. Élete utolsó két évében a Magyar Írószövetség Dél-Dunántúli Csoportjának tiszteletbeli elnökeként továbbra is Pécs irodalmi életét szervezte lelkesen, új és új ötletektől vezérelve.
Halála után róla nevezték el a szántódi könyvtárat.
Első felesége (1953–1989 között) Tüskés Tiborné Szemes Anna (1930–2020. augusztus 23.) volt. Második felesége Dr. Nagy Anna (h. 1990. k.-2009). Fia Tüskés Gábor irodalomtörténész, egyetemi tanár, lánya Tüskés Tünde szalmafonó népművész, középiskolai angoltanár. Unokái Tüskés Anna (1981–) irodalomtörténész, művészettörténész, Tünde leányának gyermekei: Tóth Bálint Péter (1985–), Tóth Borbála (1986–) és Tóth Márton (1991–).

## Főbb művei
- A déli part; Somogy Megyei Tanács Idegenforgalmi Hivatala, Kaposvár, 1968 (Somogyi almanach)
- Irodalmi nevelés a tanórán kívül; (A tanítás problémái) Tankönyvkiadó, Budapest, 1969 2. kiadás. 1970. 3. kiadás, 1977
- A pécsi irodalom kistükre. Pécs: Baranya Megyei Tanács, 1970
- A szó és a vonal. Martyn Ferenc irodalmi kísérőrajzai; Somogyi múzeum, 1970, Kaposvár (Rippl-Rónai Múzeum)
- Kortárs irodalom a középiskolában: Az élő magyar irodalom tanításának módszertani kérdései. A tanítás problémái. Tankönyvkiadó, Budapest, 1970
- Vallomás a városról. Ill. MARTYN Ferenc; Magvető, Budapest, 1970
- Magyarország. Képes földrajz. Közreműködött Takács József. Budapest: Móra Kiadó, 1971, 2., bővített kiadás. Móra Kiadó, Budapest, 1975, 3. kiadás 1978, 4., bővített kiadás 1981, 5. javított kiadás 1986
- Pécs irodalmi emlékhelyei. Pécs: Pécs Városi Könyvtár, 1971
- Tizenkét óra filmesztétika. Módszertani segédkönyv az Iskolatelevízió filmesztétikai adásaihoz. Középiskola 1—2. osztály. Tankönyvkiadó, Budapest, 1971
- Így élt Zrínyi Miklós. Móra Kiadó, 1973. [Közös kiadás]. Bratislava–Budapest, Madách Kiadó–Móra Kiadó, 1973, 2. kiadás 1979
- Nyár, erdő, kakukk. Baranyai útirajzok; Pécs, Baranya Megyei Tanácsa, Pécs, 1973
- Kodolányi János; Magvető, Budapest, 1974
- Abaliget és Orfű; Panoráma, Mecsek Tourist, Budapest, 1974  (A Baranya megyei Idegenforgalmi Hivatal kiadványai) 2. kiadás, 1980, 3. kiadás 1986
- Nagyváros születik (Magyarország felfedezése) Szépirodalmi Kiadó, Budapest, 1975
- Mohács. Pécs, Baranya Megyei Idegenforgalmi Hivatal, Pécs, 1976, 2. kiadás 1977, 3. kiadás 1981
- Versről versre. Az újabb magyar líra megközelítése. Tankönyvkiadó, Budapest, 1976. 2. kiadás 1978
- Pannóniai változatok; ill. Borsos Miklós; Szépirodalmi Könyvkiadó, Budapest, 1977
- Sorskovácsok. Táncsics, Budapest, 1978
- Zalamente, Somogyország (Ezerszínű Magyarország) Móra, Budapest, 1979
- Testvérmúzsák. Móra, Budapest, 1979
- Siklós és vidéke, Panoráma, Budapest, 1979, 2. kiadás 1982
- Mérték és mű, Szépirodalmi Könyvkiadó, Budapest, 1980
- Csorba Győző. (Kortársaink) Magyar Tudományos Akadémia Irodalomtudományi Intézete–Akadémiai Kiadó, Budapest, 1981
- A nyugati kapu. Ezerszínű Magyarország. Móra Könyvkiadó, Budapest, 1981
- Nagy László; Szépirodalmi Könyvkiadó, Budapest, 1983
- Illyés Gyula alkotásai és vallomásai tükrében. (Arcok és vallomások) Szépirodalmi Könyvkiadó, Budapest, 1983
- Görögországi utazás. Békéscsaba: Békés Megyei Könyvtár, Békéscsaba, 1984
- Utak Európába. Kozmosz Könyvek. Móra, Budapest, 1985
- Triptichon. Irodalom, művészet, hagyomány; Szépirodalmi, Bp., 1986
- Pilinszky János alkotásai és vallomásai tükrében; Szépirodalmi, Bp., 1986 (Arcok és vallomások)
- Rónay György; Akadémiai, Bp., 1988 (Kortársaink)
- Vidéken élni; Kozmosz Könyvek, Bp., 1988
- Szántó Tibor és a Dunántúl. Emlékezések és repertórium; szerk., repertórium Tüskés Tibor; Baranya megyei Könyvtár, Pécs, 1988 (Pannónia könyvek)
- Veress Pál; Képzőművészeti, Bp., 1988 (Mai magyar művészet)
- Szántódpuszta; Siotur, Bp., 1989
- Tájak, emberek; Baranya megyei Könyvtár, Pécs, 1990 (Pannónia könyvek)
- Titokkereső. Művek és műelemzések. Novellaelemzések Csáth Gézától Esterházy Péterig; Pátria Ny., Bp., 1991 (Pátria könyvek)
- Párhuzamos történelem. Bánáti krónika 1916, 1991; Pátria Ny., Bp., 1992 (Pátria könyvek)
- Jelbeszéd. Tanulmányok; Kráter Műhely Egyesület, Bp., 1994 (Teleszkóp)
- Időrosta. Egy szerkesztő emlékei. Történetek és dokumentumok; Baranya Megyei Könyvtára, Pécs, 1994 (Pannónia könyvek)
- A Jelenkor indulása, 1958–1964; Komárom-Esztergom Megyei Önkormányzat–JAMK–Új Forrás, Tatabánya, 1995 (Új Forrás könyvek)
- Kedves professzor úr. Írások Fülep Lajosról; Pro Pannonia, Pécs, 1995 (Pannónia könyvek)
- A hasznos szép költője. Írások Takáts Gyuláról; Megyei és Városi Könyvtár, Kaposvár, 1996
- M. F. mester. Írások Martyn Ferencről; Berzsenyi Dániel Irodalmi és Művészeti Társaság, Kaposvár, 1997
- Az utolsó évszak. Csorba Győző költészetének kiteljesedése, 1981–1995; Pro Pannonia, Pécs, 1997 (Pannónia könyvek)
- Gyönyörű magyar tengerke. Írások a Balatonról; Berzsenyi Dániel Irodalmi és Művészeti Társaság, Kaposvár, 1998
- Egy költészet horizontja. Írások Fodor Andrásról; Berzsenyi Dániel Irodalmi és Művészeti Társaság, Kaposvár, 1999
- Közelítések; Felsőmagyarország, Miskolc, 1999
- Az exponált idő (2000)
- Az édenalapító. Írások Németh Lászlóról; Pro Pannonia, Pécs, 2001 (Pannónia könyvek)
- Versről versre. Az újabb magyar líra. Verselemzések; Black & White, Nyíregyháza, 2001
- Békesség-óhajtás. Antológia; vál. Szirtes Gábor, G. Tóth Károly, Tüskés Tibor; Magyar Békeszövetség–Pro Pannonia, Pécs, 2002 (Pannónia könyvek)
- Illyés Gyula pályaképe; 2. bőv. kiad.; Pro Pannonia, Pécs, 2002 (Pannónia könyvek)
- A pátriárka. Veres Péter emlékezete; vál., szerk., összeáll. Tüskés Tibor; Nap, Bp., 2002 (Emlékezet)
- A Sorsunk. Antológia; vál., szerk., utószó Tüskés Tibor; Pro Pannonia, Pécs, 2002 (Pannónia könyvek)
- A város és írója. Tizenkét portré Pécs huszadik századi irodalmi múltjából; Pécsi Szemle, Pécs, 2002
- Csorba Győző emléke; vál., szerk. Tüskés Tibor; Pro Pannonia, Pécs, 2003 (Pannónia könyvek)
- A határtalan énekese. Írások Weöres Sándorról; Masszi, Bp., 2003
- Weöres és Pécs. Vallomások, dokumentumok, emlékek; vál., szerk., összeáll. Tüskés Tibor; Csorba Győző Megyei Könyvtár, Pécs, 2003
- Két nemzedék; Felsőmagyarország, Miskolc, 2004 (Vízjel sorozat)
- Volt idő. Mészöly Miklós és Tüskés Tibor levelezése; sajtó alá rend., előszó, jegyz. Tüskés Tibor; Pro Pannonia, Pécs, 2005 (Pannónia könyvek)
- Az újraolvasott Kodolányi. Tanulmányok, esszék, dokumentumok; Pro Pannonia, Pécs, 2006 (Pannónia könyvek)
- Kocsis László: Aranyampolna. Válogatott versek; vál., szerk., bev. Tüskés Tibor; 2. bőv. kiad.; Pro Pannonia, Pécs, 2008 (Pannónia könyvek)
- Fodor András és Tüskés Tibor levelezése 1-3.; Pro Pannonia, Pécs, 2008-2010 (Pannónia könyvek)
- Szülőföldem, Kanizsa. Antológia; összeáll. Tüskés Tibor; Nagykanizsa Megyei Jogú Város Önkormányzata, Nagykanizsa, 2009
- A város és írója. További tizenkét íróportré Pécs huszadik századi irodalmi múltjából; Pécsi Szemle Várostörténeti Alapítvány–Pécs Megyei Jogú Kulturális Bizottsága, Pécs, 2009
- Az ablakmosó és a többiek. Tanulmányok, esszék, dokumentumok Mészöly Miklósról; Pro Pannonia, Pécs, 2010 (Pannónia könyvek)
- "A csend burka vastagodik". Napló, vallomások, tárcák; sajtó alá rend. Szirtes Gábor; Pro Pannonia, Pécs, 2014 (Pannónia könyvek)
- Tükrök között. Tüskés Tibor levelesládájából; vál., szerk., jegyz. Tüskés Tibor, sajtó alá rend. Simon Zsuzsanna; Universitas–MTA Bölcsészettudományi Kutatóközpont, Bp., 2014
- A város és írója. Negyvenhat íróporté a 20. század irodalmi múltjából; Pro Pannonia, Pécs, 2015 (Pannónia könyvek)
- Takáts Gyula és Tüskés Tibor levelezése, 1959–2008; sajtó alá rend. Fehér Zoltán József; Pro Pannonia, Pécs, 2021 (Pannónia könyvek)

## Díjai, elismerései
- József Attila-díj (1976)
- Rippl-Rónai-díj (1979)
- Janus Pannonius-díj (1981)
- Pro Literatura-díj (1994)
- Arany János-díj (1998)
- Pro Civitate díj (2000)
- Baranya megye díszpolgára (2005)
- Szabó Zoltán-díj (2002)
- Nagykanizsa díszpolgára (2009)